# Linha Amarela (Metrô de Deli)
A "Linha Amarela" (ou "Yellow Line") é uma das linhas do Metrô de Deli, um sistema rápido de metropolitano em Deli, Índia. Ele consiste em 34 estações de metrô de Jahangirpuri em Deli até o HUDA City Centre na cidade vizinha de Gurgaon. A linha com seu tamanho de 45 kilomêtros (28 milhas) é o maior metropolitano e foi colocado em uma das partes mais congestionadas de Deli. Os 4 kilômetros (2,5 milhas) de estiramento subtêrraneo de Vishwa Vidyalaya - Kashmere Gate, a primeira secção da linha foi inaugurada em 20 de dezembro de 2004.
A Linha Amarela tem intercâmbios com as linhas vermelha, azul e violeta do metrô de Deli, bem com as estações ferroviárias de Velha Deli e a Nova Delhi da Indian Railways. A linha também faz conexão com a Linha expresso do aeroporto na estação New Delhi.

## História
As datas seguintes são representadas para seção aberta ao público, e não a inauguração privada.
| História               | História            | História            | História | História | História |
| Data da extensão       | Começo e fim        | Começo e fim        | Tamanho  | Estações |          |
| ---------------------- | ------------------- | ------------------- | -------- | -------- | -------- |
| 20 de Dezembro de 2004 | Vishwa Vidyalaya    | Kashmere Gate       | 4 km     | 4        |          |
| 3 de Julho de 2005     | Kashmere Gate       | Central Secretariat | 7 km     | 6        |          |
| 4 de Fevereiro de 2009 | Vishwa Vidyalaya    | Jahangirpuri        | 6.4 km   | 5        |          |
| 21 de Junho de 2010    | HUDA City Centre    | Qutub nar           | 14.5 km  | 9        |          |
| 26 de Agosto de 2010   | Chhatarpur          | Chhatarpur          | —        | 1        |          |
| 3 de Setembro de 2010  | Central Secretariat | Qutab nar           | 12.53 km | 9        |          |
| Total                  | Jahangirpuri        | HUDA City Centre    | 45 km    | 34       |          |